# Godless (film)
Godless je americký hraný film z roku 2015, který režíroval Joshua Lim podle vlastního scénáře. Snímek měl světovou premiéru na Rhode Island International Film Festivalu 6. srpna 2015.

## Děj
Nate se po smrti otce odstěhoval z domu. Nyní, poté, co zemřela i matka, se vrací domů za mladším bratrem Stevenem. Oba se snaží srovnat se smrtí obou rodičů i se vzájemným vztahem.

## Obsazení
| Craig Jordan           | Nate Flanigan   |
| Michael E. Pitts       | Steven Flanigan |
| Garrett Young          | Trent           |
| Michelle Gallagher     | Mary Flanigan   |
| Joseph Aloysius McGinn | David Flanigan  |
| Larry Stone            | strýc Larry     |
| Jefferson Rogers       | Ray             |
| TJay Howard            | Herman          |
| Lovlee Carroll         | Jessica         |